# Kruiszijde
De kruiszijde of muntzijde is, in de numismatiek, bij middeleeuwse munten de zijde waarop een kruis staat.
Het kruis werd gebruikt om een munt juist te kunnen kappen en om de ontvanger een controle te geven op de juistheid van de kap. Oudere munten hebben een kort kruis, latere munten een lang kruis, wat de legende doorsnijdt.
Tegenwoordig wordt de muntzijde vrijwel altijd gebruikt om de nominale waarde van de munt te tonen.